# Nadežda Zacharova
Nadežda Dmitrievna Zacharova (in russo Надежда Дмитриевна Захарова?; Golovino, 9 febbraio 1945) è un'ex cestista sovietica.

## Carriera
Con l'Unione Sovietica ha disputato i Giochi olimpici di Montréal 1976, due edizioni dei Campionati mondiali (1971, 1975) e cinque dei Campionati europei (1968, 1970, 1972, 1974, 1976).

## Palmarès
- Coppa delle Coppe: 1

Spartak Leningrado: 1973-74